# Neosybra cribrella
Neosybra cribrella là một loài bọ cánh cứng trong họ Cerambycidae.